# Грот, Кес
Кес Грот (нидерл. Cees Groot; 29 июня 1932, Зандейк, Северная Голландия — 13 марта 1988, Винтерберг, Северный Рейн-Вестфалия) — нидерландский футболист.

## Биография
Кес Грот начал свою футбольную карьеру в своём родном городе Зандейк в одноимённом клубе «Зандейк». Позже Хенк перешёл в полупрофессиональный клуб «Стормвогелс», где он играл вместе со своим братом Хенком Гротом, который был младше него на шесть лет.
В 1959 году Кес вместе с братом перешёл в амстердамский «Аякс». В своём первом сезоне за «Аякс» Кес забил 29 мячей в чемпионате, его брат забил на 9 мячей больше. В первом же сезоне Кес стал чемпионом Нидерландов, а годом позже в 1971 году стал обладателем кубка Нидерландов. 26 апреля 1962 года Кес стал обладателем кубка Интертото, который разыгрывался впервые, в финальном матче «Аякс» обыграл «Фейеноорд» со счётом 4:2. Всего за «Аякс» Кес провёл 152 матча и забил 132 мяча.
В 1964 году в возрасте 32 лет, Кес вернулся в свой первый клуб «Зандейк», три года спустя вместе с Ко Принсом и Тео Ласеромсом Хен отправился в американский клуб «Питтсбург Фантомс», клуб выступал в одной из непризнанной ФИФА футбольной лиге США. В 1968 году Кес вернулся в Нидерланды и завершил свою футбольную карьеру.
После завершения карьеры игрока Кес тренировал юношескую команду «Аякса».
Умер Кес Грот 13 марта 1988 года в возрасте 55 лет.

## Достижения
- Чемпион Нидерландов: 1960
- Обладатель Кубка Нидерландов: 1961
- Обладатель Кубка Интертото: 1962